# Claude-Étienne Michel
Claude-Étienne Michel (Pointre, 3 ottobre 1772 – Waterloo, 18 giugno 1815) è stato un generale francese.
Era figlio di Jean Baptiste Michel, mastro chirurgo, e di Jeanne Françoise Chaiget.

## Biografia

### Guerre della Rivoluzione francese
Entrato nel terzo battaglione dei volontari del Giura il 1º ottobre 1791, fu promosso sergente maggiore il 15 dello stesso mese, sottotenente il 4 marzo 1792, tenente il 22 agosto dello stesso anno e tenente il 6 ottobre successivo.
Impiegato nel cordone stabilito alla frontiera con la Svizzera nel 1792, fu fatto prigioniero dai Prussiani il 5 marzo 1793 a Remderkerm, fu liberato il 3 messidoro dell'anno III con uno scambio di prigionieri e raggiunse il suo corpo, segnalandosi nell'avanguardia dell'Armata della Sambre et Meuse.
Comandante di battaglione il 9 vendemmiaio dell'anno IV, passò in Corsica e successivamente fece parte della spedizione d'Irlanda e dell'armata gallo-batava.
Il 10 vendemmiaio dell'anno VI riprese le armi contro gli anglo-russi, difendendo alla baionetta il villaggio di Schoorldam, nel nord dei Paesi Bassi, e resistendo un intero giorno agli attacchi nemici e alla fine del combattimento si ritrovò ferito.
Catturato dagli inglesi il 6 vendemmiaio dell'anno VII, fu di nuovo liberato a seguito di uno scambio di prigionieri il 15 frimaio successivo.
Il 10 vendemmiaio dell'anno VIII, alla battaglia di Egmond-op-Zée, ebbe il braccio destro rotto da un colpo di arma da fuoco.
Nella battaglia di Nuremberg, il 27 frimaio dell'anno IX, caricò alla testa del suo battaglione, forte di 400 uomini, una colonna di 4000 Austriaci, la costrinse a retrocedere e fece un gra numero di prigionieri, ma fu ferito al braccio sinistro da un colpo di arma da fuoco.

### Consolato e impero
Divenne maggiore del 40º reggimento di fanteria di linea il 30 brumaio dell'anno XII e il 4 germinale membro della Legion d'onore; il suo comportamento alla battaglia di Austerlitz gli valse il 6 nevoso dell'anno XIV il grado di colonnello e nel 1806 l'ammissione, in qualità di maggiore, del 40º reggimento granatieri della Guardia Imperiale.
Nel marzo 1806 sposò Marguerite Maret (1784-1875), figlia di Jean Philibert Maret e nipote di Hugues Bernard Maret, duca di Bassano.
Colonnello del reggimento, il 16 febbraio 1807, a ricompensa della sua condotta a Iena ed a Eylau, combatté a Friedland, e partì per la Spagna dopo la Pace di Tilsit.
Al combattimento di Burgos, il 10 novembre 1808, mostrò il più grande valore e ricevette la croce di Ufficiale della Legion d'onore e il titolo di barone dell'Impero.
Richiamato nella grande armata di Germania nel 1809, partecipò alle battaglie di Eckmühl, Essling e di Wagram.
Nominato generale di brigata il 24 giugno 1811, partecipò alle campagne del 1812, 1813 e 1814, in Russia, in Sassonia e in Francia.
Nel 1813, l'Imperatore le decorò della croce di commendatore della Legion d'onore il 6 aprile, della Corona di Ferro il 16 agosto, e lo nominò, il 20 novembre, generale di divisione. Nel 1814, il 3 febbraio, alle Maisons-Blanches, egli cacciò l'avanguardia comandata dal principe di Lichtenstein. L'indomani, sostenuto dai dragoni del generale Briche, sorprese gli alleati a Saint-Thibault, e, nonostante combattesse contro forze numericamente superiori a quelle di cui disponeva, respinse il nemico fino a Saint-Parres-lès-Vaudes.
Il giorno 11, alla Montmirail, pur con il braccio fracassato da un colpo di arma da fuoco, rimase alla testa della sua divisione e contribuì in modo determinante al successo di quella giornata.
Ancora convalescente per la ferita subita, le armate alleate erano già a un tiro di cannone da Parigi, per cui egli interruppe la sua convalescenza e rientrò in combattimento, il braccio tenuto su da una sciarpa, alla testa dei suoi soldati il 30 marzo davanti alle mura della capitale francese per partecipare alla Battaglia di Parigi.
Incaricato di impadronirsi del villaggio di Pantin, difeso da una divisione dell'armata del generale Wittgenstein, cadde sotto un colpo di fucile.

### La restaurazione
Luigi XVIII lo nominò cavaliere di San Luigi il 20 agosto 1814 e colonnello in seconda dei cacciatori della Guardia reale.

## I Cento giorni
Al suo ritorno dall'isola d'Elba, Napoleone Bonaparte lo creò conte dell'Impero e lo impiegò nell'armata del Nord come comandante di una divisione della Vecchia Guardia.
A Waterloo, il 18 giugno, Michel si lanciò contro la massa del nemico e la spinse, baionette alla mano, fin oltre la piana della Haie-Sainte. Questo successo, che comportò forti perdite fra i suoi ranghi, gli fu fatale. Il suo corpo non fu ritrovato ed egli fu seppellito, probabilmente insieme ai suoi soldati, nella grande tomba di monte Saint-Jean.
Il suo nome è scritto sull'Arco di Trionfo di Parigi, al pilastro 9, colonna 10.

## La guardia muore, ma non si arrende
Per parte inglese la frase «La guardia muore, ma non si arrende» fu attribuita al generale Claude-Etienne Michel, anziché a Cambronne, come si sosteneva in Francia. L'aiutante di campo di Napoleone, il generale Henri Gatien, conte di Bertrand, di ritorno da Sant'Elena dove seguì Napoleone in esilio, regalò alla vedova di Michel una pietra staccata dalla tomba dell'imperatore su cui era incisa in francese la frase «Alla Baronessa Michel, vedova del generale Michel, ucciso a Waterloo, dove egli rispose alle intimazioni del nemico con le sublimi parole: La guardia muore, ma non si arrende».